# Дашевський Сергій Сергійович
Сергі́й Сергі́йович Даше́вський — молодший сержант Збройних сил України, 93-тя окрема механізована бригада.

## Життєпис
Закінчив Запорізьку загальноосвітню школу № 38.
Призваний на початку 2014 року, більше місяця навчалися під селищем Черкаське здійснювати службу на блок-постах. Захисник Донецького аеропорту, перший бій прийняв під селом Піски на початку липня. 10 бійців прикривали фланги та охороняли тил, щоб ворог не оточив. Терористи почали накривати вогнем, поки українська артилерія не дала у відповідь залп по териконах та знищила мінометну обслугу з коригувальником — на чотири години вогонь припинився.
Після цього брав участь у звільненні Авдіївки. Український підрозділ розбив три блокпости терористів, зайнято вказану позицію, після цього потрапили в оточення; оборону тримали три доби, згодом вдалося розчистити коридор для підмоги. Після 10-денної відпустки 13 серпня заступив знову до оборони Донецького аеропорту.
1 вересня в часі «перемир'я» почався суцільний обстріл терористами по периметру аеропорту, який продовжувався безперервно 3 доби. Згодом Дашевський обстріляв із БМП «зеленку» та ліквідував терористичного стрільця з гранатометом. 22 вересня привіз з тилу в аеропорт продукти та передачі від рідних й волонтерів, при під'їзді до терміналу почався обстріл, тільки відкрив люка, як в лопатку вдарив осколок, поранило й механіка. Вивезені в селище Новосевидове, звідтіля до госпіталю.

## Нагороди
- 6 жовтня 2014 року — за особисту мужність і героїзм, виявлені у захисті державного суверенітету та територіальної цілісності України, вірність військовій присязі під час російсько-української війни, відзначений — нагороджений орденом «За мужність» III ступеня.